# Radosław Wojtaszek
Radosław Wojtaszek (Elbląg, 13 gennaio 1987) è uno scacchista polacco, Grande maestro.
Ottenne il titolo di Maestro Internazionale nel 2003, all'età di 16 anni e quello di Grande Maestro a 18 anni, nel 2005.
È stato uno dei secondi di Viswanathan Anand nel match mondiale del 2008 contro Vladimir Kramnik e in quello del 2010 contro Veselin Topalov.
Ha vinto per cinque volte il Campionato polacco di scacchi, nel 2005, 2014, 2016, 2021 e 2022.
Nella lista FIDE di gennaio 2017 raggiunge il proprio record Elo di 2750 punti (18º al mondo), facendone il più quotato grande maestro del suo paese.

## Carriera

### Giovanili e Juniores
- 2004 - Vince il Campionato del mondo under-18 e il campionato europeo under-18.

### Principali risultati individuali

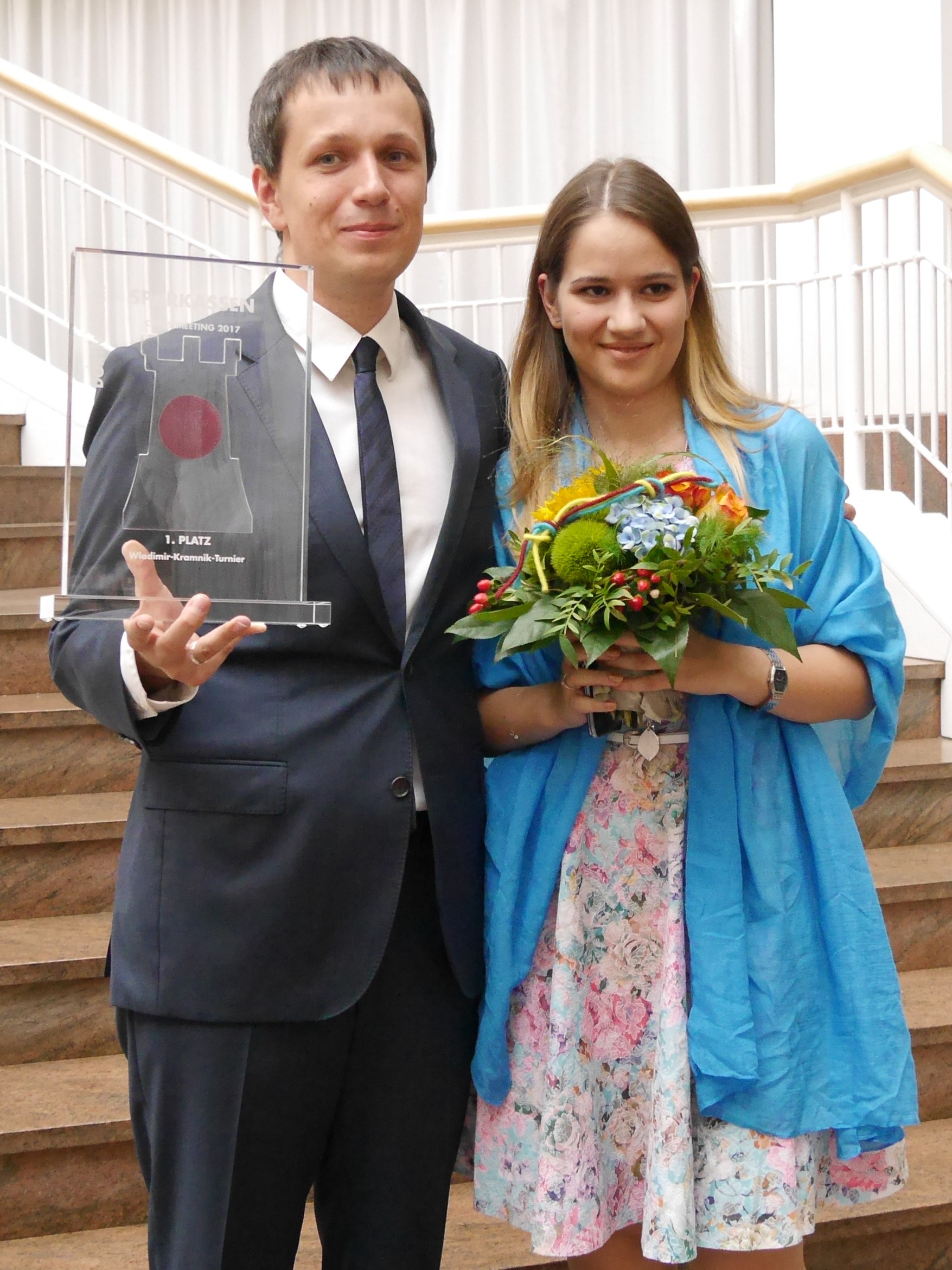
La coppia Wojtaszek-Kashlinskaya nel 2017 a Dortmund

- 2009 - Vince il Najdorf Memorial di Varsavia.
- 2011 - Si piazza secondo nel Campionato europeo individuale di scacchi.
- 2013 - Vince il 37º Open di Zurigo con 6 punti su 6.[1]
- 2015 - Giunge nono su quattordici partecipanti nel Torneo di Wijk aan Zee, unico tra i partecipanti a battere il Campione del Mondo Magnus Carlsen e il numero 2 della lista Elo FIDE Fabiano Caruana. Si piazza secondo nel Torneo di Biel con 6 su 10.
- 2017 - Vince il 45º Torneo di scacchi di Dortmund con 4,5 su 7.
- 2018 - Si piazza secondo nel Campionato europeo individuale di scacchi. Vince il Campionato tedesco a squadre con il OSG Baden-Baden.[2] Vince il torneo Isle of Man International battendo nello scontro finale armageddon Arkadij Naiditsch.[3]
- 2019 - Giunge 3º nella sezione Masters della prima edizione del Prague Chess Festival con 5 su 9, alle spalle del vincitore Nikita Vitjugov (5,5) e di Santosh Gujrathi Vidit per spareggio tecnico.[4] In luglio giunge 3º nel Torneo di Dortmund con il punteggio di 4 su 7 e peggior spareggio tecnico su Jan Nepomnjaščij.[5]
- 2020 - Vince il Torneo di Biel-Bienne.[6]

### Nazionale
- 2006 - partecipa come riserva alle Olimpiadi di Torino, ottenendo 9 punti su 11.
- 2008 - partecipa come 3a scacchiera alle Olimpiadi di Dresda, ottenendo 7 punti su 10.
- 2010 - partecipa come 1a scacchiera alle Olimpiadi di Chanty-Mansijsk, ottenendo 6 punti su 9.
- 2012 - partecipa come 1a scacchiera alle Olimpiadi di Istanbul, ottenendo 7 1/2 punti su 10, conquistando la medaglia d'argento individuale.
- 2014 - partecipa come 1a scacchiera alle Olimpiadi di Tromsø, ottenendo 6 punti su 9.
- 2016 - partecipa come 1a scacchiera alle Olimpiadi di Baku, ottenendo 5 punti su 9.
- 2017 - partecipa come 1a scacchiera al Campionato del mondo a squadre di scacchi ottenendo la medaglia di bronzo di squadra e 6 punti su 9.[7]
- 2018 - partecipa come 2a scacchiera alle Olimpiadi di Batumi, ottenendo 6 punti su 10.[8]

### Squadre di club
- 2018 - partecipa con la squadra ceca AVE Novy Bor alla Coppa europea di scacchi per club a Porto Carras, ottenendo 4 punti nelle 6 partite giocate[9] e la medaglia d'argento di squadra.[10]

- 2022 - vince con la squadra ceca AVE Novy Bor la Coppa europea di scacchi per club a Mayrhofen, ottenendo 3 punti nelle 6 partite giocate[11] e la medaglia d'oro di squadra.[12]

## Vita privata
Nel luglio 2015 si è sposato a Mosca con Alina Kašlinskaja, Maestro Internazionale e Grande Maestro Femminile.